# Giustiniano Degli Azzi Vitelleschi
Giustiniano Degli Azzi Vitelleschi (* 13. Juli 1874 in Perugia; † 13. August 1960 in Florenz) war ein italienischer Historiker und Archivar.
Er studierte zunächst Jura. Von Februar 1898 bis Juli 1901 war er Vizebibliothekar und Archivar bei der Stadt Perugia. Ab dem 24. Juli 1901 arbeitete er am Staatsarchiv in Lucca, ab dem 25. Juni 1902 am Staatsarchiv in Florenz. 1915 trat er aus gesundheitlichen Gründen in den Ruhestand.
1910 wurde er Offizier des Orden der Krone von Italien, 1912 Vizepräsident der Deputazione di Storia Patria per l’Umbria. In Perugia ist eine Straße nach ihm benannt.

## Veröffentlichungen
- Siehe Rita Liurni, Marcello Pittori: Bibliografia di Giustiniano Degli Azzi Vitelleschi. In: Maurizio Cassetti: Repertorio del personale degli Archivi di Stato. Volume I (1861–1918). Rom 2008, (PDF; 4,4 MB) S. 699–715.